# آره جون خودت! (ئی‌پی)
آره جون خودت! (به انگلیسی: As If!) نخستین آلبوم چندآهنگه از خوانندهٔ آمریکایی اسکای فریرا می‌باشد که در ۲۲ مارس سال ۲۰۱۱ به‌جای نخستین آلبوم استودیویی وی که مکرراً به تاخیر می‌افتاد و در نهایت شبانگاه، زمان من (۲۰۱۳) نام‌گذاری شد، از سوی کپیتال رکوردز منتشر گردید. تک‌آهنگ اصلی این ئی‌پی تحت عنوان «قوانین سکس» در ۱ مارس سال ۲۰۱۱ منتشر شده‌است.